# آرون لسکات
آرون لسکات (انگلیسی: Aaron Lescott؛ زادهٔ ۲ دسامبر ۱۹۷۸) بازیکن فوتبال اهل بریتانیا است.
از باشگاه‌هایی که در آن بازی کرده‌است می‌توان به باشگاه فوتبال شفیلد ونزدی، باشگاه فوتبال استوک‌پورت کانتی، باشگاه فوتبال چلتنهام تاون، باشگاه فوتبال استون ویلا، باشگاه فوتبال بریستول راورز، باشگاه فوتبال لینکولن سیتی، و باشگاه فوتبال والسال اشاره کرد.